# Лудвиг IV фон Андлау
Лудвиг IV фон Андлау (на немски: Ludwig IV von Andlau; † 1509) е благородник от род Андлау, годсподар на Витенхайм в Долен Елзас/Гранд Ест.
Той е син на Лазарус I фон Андлау, господар на Витенхайм († 1494/1495) и съпругата му Юдит фон Рамщайн († 1495), дъщеря на Хайнрих фон Рамщайн, губернатор на Раполтщайн († 1471) и Агнес фон Ефринген († сл. 1469). Брат е на (Ханс) Руланд I фон Андлау († ок. 1525/1532), Мергелин (Маргарета) фон Андлау, омъжена за Хайнрих Ветцел от Марсилия († сл. 1512), Агнес фон Андлау († 1495), омъжена за Каспар Цорн фон Булах († ок. 1526), Вероника фон Андлау († 1496), омъжена 1473 г. за Якоб II фон Флекенщайн († 5 август 1514), и Ханс III фон Андлау († 1520, погребан в Шьоненщайнбах).
Лудвиг IV фон Андлау умира през 1509 г. и е погребан във Витенхайм.

## Фамилия
Лудвиг IV фон Андлау се жени за Урсула фон Лауфен († сл. 1504), дъщеря на Бернхард фон Лауфен и Урсула Шалер. Те имат един син:
- Йорг III фон Андлау († 2 април 1530/20 април 1532), женен за Доротея фон Райшах, дъщеря на Ханс фон Райшах и Анастасия Рот. Те имат син:
  - Ханс VI фон Андлау († 7 април 1573), женен за Урсула фон Ептинген († 17 април 1595/1 септември 1598)